# 始祖獸
始祖獸（學名）是一種已滅絕的哺乳動物，有可能是真獸下綱的最早祖先。
始祖獸的化石是在中國遼寧的義縣組發現，可追溯至下白堊紀的巴列姆階。這個標本長10厘米及差不多完整，估計重量為20-25克。這個化石完好的保存了1億2500萬年。雖然頭顱骨被壓扁，但牠的牙齒、腳骨、軟骨及其毛皮都可以看見。

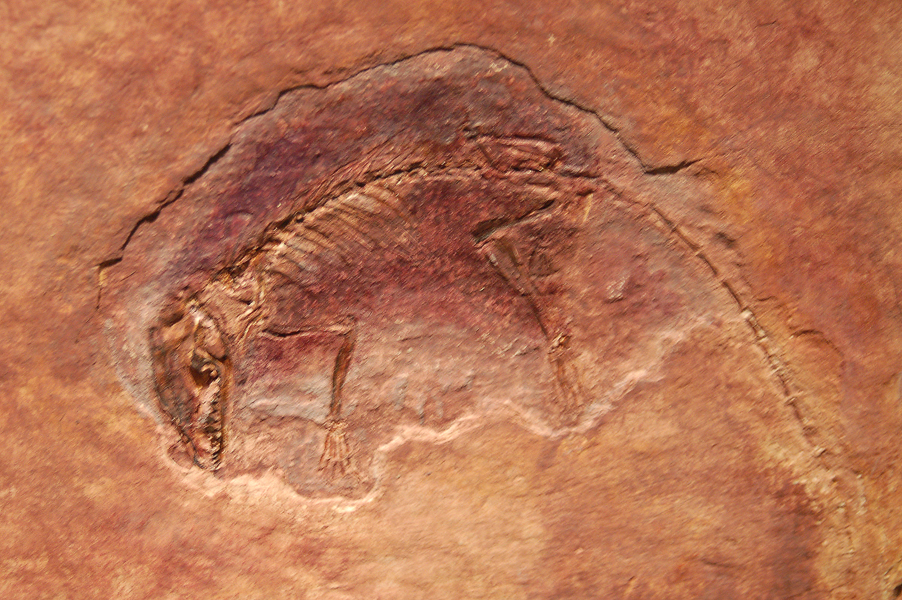
始祖獸的化石，可見其毛皮。

根據古生物學家所指，始祖獸並非胎盤類哺乳動物，而是分支中更早期及原始的代表。牠的狹小臀部顯示牠們會生出幼獸，但卻未曾完全發展，由此可見牠們沒有完整的胎盤。
始祖獸有上恥骨，這是在真獸下綱中非常不尋常的。相反，這是有袋类、單孔目及非哺乳類的獸孔目的特徵。
始祖獸有真獸下綱祖先的一般齒式，即5.1.5.3/4.1.5.3。牠有5顆上門齒、4顆下門齒及5顆前臼齒。不過這不是現今真獸下綱的一般齒式，現今的真獸下綱各有3顆上下門齒及4顆前臼齒。
從268個主要中生代哺乳動物分支及白堊紀真獸下綱主要的科中，始祖獸與Murtoilestes及Prokennalestes一同被置放真獸下綱演化樹的底部。明顯的，這三類都與胎盤類較與有袋目接近。始祖獸因齒列、手腕及腳跟的幾個衍徵而被分類在真獸下綱。
始祖獸有毛髮的痕跡。過往有此特徵的紀錄追溯至6千萬年前，但此化石卻推前了6千5百萬年。當然這並不表示更早的哺乳動物是沒有毛髮的，骨骼證據顯示毛髮可能在三疊紀或上二疊紀的非哺乳類祖先出現。一般毛皮都很難被化石化，始祖獸標本的質素卻非常罕見。

## 外部連結
- New Scientist（页面存档备份，存于）
- National Geographic（页面存档备份，存于）